# Leucania umbridisca
Leucania umbridisca là một loài bướm đêm trong họ Noctuidae.